# Noční můra (film, 2006)
Noční můra (v anglickém originále The Return) je americký filmový horor z roku 2006, který natočil režisér Asif Kapadia podle scénáře Adama Sussmana. V hlavních rolích se představili Sarah Michelle Gellar, Peter O'Brien a Sam Shepard. Snímek pojednává o mladé ženě, které se na obchodní cestě do rodného Texasu zjevují záhadné vize, jež mají souvislosti s mnoha lety starou událostí, která se odehrála v malém městečku.

## Příběh
Joanna Millsová, obchodní zástupkyně přepravní společnosti, se věnuje své úspěšné kariéře, ale je poněkud samotářská. Od svých jedenácti let má vážné problémy v podobě záchvatů, které zahrnují sebepoškozování a hrozivé vize. Obvykle se vyhýbá návratu do rodného Texasu, nyní ale souhlasí s cestou, aby tam zajistila důležitého klienta. Cestou ji sleduje její labilní bývalý přítel Kurt, navíc její vize, které mají podobu vzpomínek na události, jež nepocházejí z jejího života, nabývají během cesty na intenzitě. V zrcadle vidí cizí tvář, která na ni hledí; její autorádio hraje jednu píseň bez ohledu na to, jakou stanici zvolí. Cestou rovněž zastaví u autonehody, ovšem následující den se probere nedaleko na poli, zatímco nehoda jako by nestala. Joanna také prožije jeden ze svých záchvatů sebepoškozování a pořeže na barových toaletách, kde ji jen o vlásek zachrání kamarádka. Poté navštíví svého otce, s nímž se prakticky nevídá, a ten na její dotaz poznamená, že právě ve svých jedenácti let se úplně změnila. Vize pokračují, jsou stále konkrétnější a strašlivější. Jejich středobodem je hrozivý muž, kterého nepoznává, a bar, který nikdy neviděla, ale jehož obrázek je v jednom z jejích firemních katalogů.
Tento snímek přitáhne Joannu do městečka La Salle, kde od svého dětství nebyla. Nicméně právě tam se nachází onen bar, ve kterém se setká s místním obyvatelem Terrym Stahlem. Jeho žena Annie byla před čtrnácti lety pronásledována, brutálně napadena a ponechána napospas smrti. Terry byl z tohoto činu podezřelý, odsouzen ale nebyl, avšak místní se jej pořád straní. Joanna má vize tohoto zločinu a událostí, které k němu vedly, a objeví další souvislosti mezi svým a Annieiným životem. Trochu se sblíží s Terrym, což ji navede k jeho stodole, kde byla Annie napadena. Ve městě narazí na skutečného tehdejšího útočníka, automechanika Griffa, a díky svým vizím získá z úkrytu nůž, který kdysi použil. Griff ji poté také pronásleduje a chce ji zabít. Joanna si uvědomí, že dávný zločin se opakuje, ale tentokrát ona ve stodole bodne útočníka nalezeným nožem.
Terry poté Joannu zaveze na místo, kde Annie zemřela. Ta útok přežila, ale zemřela při autonehodě, když ji Terry odvážel z nemocnice. Jeho vůz totiž narazil do auta řízeného Joanniným otcem, v němž jako spolujezdec seděla i jedenáctiletá Joanna. Po chvilkovém bezvědomí se malá Joanna probrala – právě v okamžiku, když zemřela Annie.

## Obsazení
- Sarah Michelle Gellar (český dabing: Tereza Chudobová) jako Joanna Millsová
  - Darrian McClanahan (český dabing: Kristýna Valová) jako jedenáctiletá Joanna
- Peter O'Brien (český dabing: Pavel Vondra) jako Terry Stahl
- Adam Scott (český dabing: Filip Švarc) jako Kurt
- Kate Beahan (český dabing: Nikola Votočková) jako Michelle
- J. C. MacKenzie (český dabing: Zbyšek Pantůček) jako Griff a jako mladý Griff
- Erinn Allison (český dabing: Jolana Smyčková) jako Annie
- Sam Shepard (český dabing: Lukáš Hlavica) jako Ed Mills

## Produkce
Scénář k Noční můře napsal scenárista Adam Sussman, pro něhož to byl scenáristický debut, poté, co jeho kamarádovi zemřela blízká osoba. Chtěl napsat dílo o propojení mrtvých i živých a inspiroval se zdokumentovanými případy malých dětí, které měly spontánní vzpomínky na věci, lidi a místa, jež nemohly znát. Scénář zaujal producenta Aarona Rydera, který se pustil do realizace projektu. V roce 2004 získal pro film, zpočátku pojmenovaný Revolver, britského režiséra Asifa Kapadiu, tvůrce oceněného snímku Válečník. Ryder se o několik měsíců později dozvěděl, že scénář už četla Sarah Michelle Gellar, které se líbil. Hlavní roli získala v listopadu 2004, do dalších klíčových rolí byli obsazeni Sam Shepard, J. C. MacKenzie či ve svém americkém debutu australský herec Peter O'Brien.
Natáčení filmu s rozpočtem 15 milionů dolarů začalo 7. března 2005 a skončilo na konci dubna 2005. Probíhalo v Texasu, štáb využil ateliéry Austin Studios a filmovalo se také v různých lokacích v Austinu a jeho okolí. Exteriérové záběry pro městečko La Salle byly pořízeny především ve městě Granger, pro Stahlovu usedlost využili filmaři farmu v osadě Cele. Natáčelo se také v Lockhartu, Lulingu, McNeilu, Tayloru a Uhlandu.
Hudbu k filmu složil Dario Marianelli.

### České znění
České znění filmu vyrobila pro Magic Box společnost LS Productions dabing v roce 2007. V překladu Evelyny Vrbové ho režírovala Alice Hurychová.

## Vydání
Do amerických kin byl snímek Noční můra uveden 10. listopadu 2006. Do konce roku 2006 jej diváci mohli zhlédnout také v kinech na Filipínách, v Rusku, Turecku a Španělsku, v dalších zemích byl promítán od prvního čtvrtletí roku 2007. V některých státech byl dán do kinodistribuce na přelomu let 2007 a 2008, a posléze i na přelomu let 2008 a 2009. Jako poslední se jej dočkali diváci v Panamě, kde byl do kin uveden 13. února 2009. V roce 2012 byl promítán také v Bolívii.
V únoru 2007 vyšel film na DVD, v únoru 2019 na BD. Lokalizovaná verze na DVD byla v Česku vydána v červnu 2007.

## Přijetí

### Tržby
V Severní Americe, kde byl promítán v 1986 kinech, utržil snímek 7,7 milionu dolarů, v ostatních zemích dalších 4,2 milionu dolarů. Celosvětové tržby tak dosáhly 12,0 milionu dolarů. Během úvodního víkendu utržil v Severní Americe téměř pět milionů dolarů.

### Filmová kritika
Server Rotten Tomatoes udělil snímku známku 4,0/10, a to na základě vyhodnocení 56 recenzí (z toho 9 jich bylo spokojených, tj. 16 %). V konsenzuální kritice uvádí, že neoriginalita sice „může být v hororovém žánru přijatelným riskem, nuda však nikdy dobrá není“. Od serveru Metacritic získal film, podle 16 recenzí, celkem 38 ze 100 bodů.